# Nemesis (комикс)
Millar & McNiven’s Nemesis (рус. «Немезис» Миллара и МакНивена) — супергеройская серия комиксов, написанная Марком Милларом и проиллюстрированная Стивом МакНивеном. Серию издавала Icon Comics, импринт Marvel Comics.
Nemesis является третьей совместной работой Миллара и МакНивена после Civil War и Old Man Logan.

## История публикации
В октябре 2009 года Марк Миллар и Стив МакНивен выпустили тизер-постер содержащий названия их предыдущих совместных работ и название нового проекта Nemesis, без какой либо дополнительной информации, кроме даты выхода: март 2010. Фанаты на форумах и досках объявлений в Интернете предположили, что комикс является проектом о Людях Икс или Мстителях. Подробности стали известны лишь в декабре, когда Миллар заявил что Nemesis будет самостоятельной мини-серией комиксов.
В декабре 2009 года общественности был представлен новый постер проекта, содержащий заголовок «Что было бы, если б Бэтмен оказался Джокером?» (англ. What if Batman was the Joker?) В последующем интервью Миллар упомянул, что среди других вариантов слогана был «Что если бы Бэтмен оказался полным гондоном?» (англ. What if Batman was a total cunt?). Несмотря на провокационный характер промокампании, Миллар отрицал возможность судебного разбирательства с издательством DC Comics.
Серия получила дополнительную рекламу перед публикацией, когда Миллар выставил на аукцион право любому желающему дать имя главному персонажу-полицейскому. Похожая акция проводилась ранее перед запуском комикса Kick-Ass. Ставка победителя составила 8500 долларов и пошла в благотворительный фонд помощи детям с ограниченными способностями, которым управляет брат Миллара — доктор Бобби Миллар. Идея оказалась настолько удачной, что право дать настоящее имя злодею также разыгрывалось на аукционе.

## Сюжет

### Выпуск 1
В Токио группа SWAT врывается в здание, где по сообщению некоего источника находится шеф (игрок первый) одного из отделов полиции города, и оказывается в ловушке. Вместо инспектора спецназовцы находят бочки с прикрепленной к ним взрывчаткой. Происходит взрыв и здание рушится на рельсы наземного метро.
Тем временем Немезис, единственный суперпреступник в мире, расправляется с инспектором. Немезис оставляет инспектора в туннеле, на пути поезда. Полицейский погибает, а как только поезд выезжает из туннеля происходит его крушение: рельсы, по которым должен идти поезд, оказываются сломанными ранее взорванным и упавшим на них зданием.
В Вашингтоне двое агентов ФБР передают шефу Блэйку Морроу (игрок второй) карточку с посланием от Немезиса в которой сообщается что Морроу умрёт в полночь 12 марта.
Чтобы продемонстрировать свою силу Немезис захватывает самолёт президента США.
Вскоре, в прямом эфире, суперпреступник сидя на троне, сообщает что операция по устранению Морроу будет носить личный характер и называет её местью за украденное детство. В конце трансляции Немезис демонстрирует зрителям самого президента США стоящего на коленях перед его троном. Немезис говорит: «Пришло время, когда вы поприветствуете своего нового гребаного начальника».

### Выпуск 2
Немезис рассказывает своим приспешникам, что его настоящее имя - Мэтт Андерсон, и его отец покончил жизнь самоубийством после того, когда лейтенант Морроу попытался арестовать его на охоту на детей с его богатыми друзьями. Скушенный от хорошего поведения и менее волнения, Андерсон путешествовал по миру, чтобы узнать способы ли преступности, исполнить умирающее желание своей матери. Для этого он и собирает преступников, чтобы убить Морроу и отомстить ему за отца.
Немезис убивает двадцать тысяч человек в пентагоне, используя ядовитый газ, в то время как Морроу находился там, но последний вместе с партнером Стюартом спасаются. Перед ними появляется Немезис. Морроу и Стюарт открывают огонь, но Немезис стоит за пуленепробиваемым стеклом. Он говорит, что он налил противоядие в его утренний кофе, чтобы поиздеваться над Морроу о предсказанной смерти 12 марта. Полицейские захватывают Немезиса, который утверждает, что он сам сдался и лучше его не арестовывать.

### Выпуск 3
Бандиты Немезиса проникли в тюрьму. Немезис освобождается, убивает девяносто семь охранников голыми руками и освобождает несколько заключенных, а затем уничтожает тюрьму. Он похищает детей Морроу, чтобы заставить Морроу раскрыть все свои секреты: у его жены был роман с другим; его сын гей; а у его дочери был секретный секс. Все эти секреты были им сохранены от всех, поскольку Морроу - преданный человек. Немезис начинает пытать детей и жену Морроу.

### Выпуск 4
Разгневанный Морроу в конце концов обнаружил укрытие Немезиса и прибыл туда вместе с полицейской командой, но это оказалось ловушка. Здание взрывается, сбивая Морроу с ног и оставив его без сознания.
Когда Морроу просыпается, Немезис рассказывает, что Стюарт всё время работал на него. Стюарт сказал, что Немезис обещал заплатить ему десять миллионов долларов за его работу и рассказывает Морроу, что приспешники Немезиса уходят на пенсию после каждой работы. Немезис стреляет в Стюарта и в шутку говорит: «Ну, это один из способов положить это». Немезис объясняет, что его рассказ «Мэтта Андерсона» был выдумкой: он просто богатый и при этом ему скучно, а убивал он и сеял хаос для своего собственного развлечения. Оказывается, настоящий Мэтт Андерсон умер в индийском публичном доме после распада его наследства.
Немезис показывает, что они находятся в Овальном кабинете, где тоже стоят жена Морроу (Пегги) и президент США, к которым привязаны бомбы. Сотрудники и агенты секретной службы Соединенных Штатов убиты, а Немезис оставляет Морроу с детонатором и говорит ему, что у него тридцать секунд, чтобы убить либо президента, либо его семью, а если он никого из них не убьёт, тогда Немезис застрелит Морроу. С оставшимися четырьмя секундами президент подбегает к Немезису и просит Морроу взорвать его бомбу, что он и делает. Немезис переживает взрыв, и в финальной схватке он и Морроу стреляют друг в друга. Морроу убивает Немезиса выстрелом в голову, но Морроу был ранен от выстрела в желудок и доставлен в больницу.
Во время операции сын Морроу достаёт из своего кошелька, семейные фотографии и находит карточку от Немезиса, а часы показывают полночь. Сцена заканчивается мертвым Немезисом, с отсутствующей частью головы и большой улыбкой. По завершении серии Блейк находится на пляже во время отпуска со своей семьей, включая его новорожденных триплетных внучек. Там ему дают вино и письмо, которое десять лет назад было передано официанту, поздравив Морроу и потребовав, чтобы он возглавил компанию, которая устранит богатых людей, которые также могут стать суперзлодеями. Комикс заканчивается на владельце компании, сидящем на пляже и наслаждающейся закатом. Это значит, что хотя Немезис уже мертв, вполне вероятно, что новый суперзлодей заменит его.

## Отзывы
Грег МакЭлаттон (англ. Greg McElhatton), автор веб-ресурса Comic Book Resources, оценил первый выпуск комикса в 1 из 5 баллов. По его словам сценарий Миллара не оригинален от начала до конца. Работу художника МакНивена МакЭлаттон описал как неинтересную, а краски колориста Дэйва МакКейга назвал «приглушенными и слегка унылыми».
Дэн Филлипс, автор сайта IGN, оценил первый выпуск на «Хорошо», поставив ему 6 из 10 баллов. Он был разочарован иллюстрациями, которые по его мнению подчеркивают недостатки сценария. Автор нашёл минималистский стиль МакНивена менее внушительным, чем уровень его работы в Old Man Logan.
Филлипс дал третьему выпуску ту же оценку что и первому, описывая его как «довольно интересный», но «нисколько не умный, сделанный со вкусом, остроумный, сложный или оригинальный». Он пожаловался на отсутствие глубины в данной истории, рассматривая это только оправдание для очередного жестокого зрелища. Филлипс пришёл к выводу, что читатели должны пропустить серию, если они не являются фанатами работ Миллара.
Николас Янс в своей рецензии на сайте SciFiPulse.net назвал первый выпуск «фантастическим» и утверждал, что в то время как серии не хватало человечности по сравнению с Kick-Ass, «эта работа отмечает, что реальный мир управляется не добрыми намерениями, но корыстными мотивами, эго и гордыней. Кроме того, стабильность в современном обществе сравнима с постройкой зданий, которые так легко могут быть разрушены террористом».

## Коллекционные издания
В феврале 2011 года серия была опубликована в виде одноименного сборника в твердом переплете (Nemesis, 112 стр., ISBN 0-7851-4865-5).

## Экранизация
Права на экранизацию комикса были приобретены компанией 20th Century Fox. Режиссёром проекта назначен Тони Скотт, а его компания Scott Free займется производством фильма. В 2010 году Джо Карнахан сообщил, что он работает над сценарием фильма. 6 марта 2012 года Карнахан был утвержден в качестве режиссера и будет писать сценарий вместе со своим братом Мэттью Карнахан. В декабре 2012 года Карнахан объявил через Twitter, что он действительно работает над сценарием фильма. 4 октября 2013 года «Deadline» сообщил, что Марк Миллар читал сценарий для фильма «Немезис» и высказал похвалу Джо и Мэтью за его персонажа комикса, заявив, что фильм будет «массовым». 9 февраля 2015 года Миллар сказал, что сценарий Джо Карнахана завершен и что, если «Kingsman: Секретная служба» хорошо справится с кассой, фильм могут начать снимать в этом году. 10 августа 2015 года было объявлено, что Warner Bros адаптирует фильм. В 2020 году было объявлено, что фильм-экранизация мало схож с комиксом. В мае 2021 года Миллар сообщил, что Эмеральд Феннел написала последний набросок сценария.